# Ngọc Đồng
Ngọc Đồng là một xã thuộc huyện Yên Lập, tỉnh Phú Thọ, Việt Nam.
Xã Ngọc Đồng có diện tích 20,06 km², dân số năm 1999 là 3055 người, mật độ dân số đạt 152 người/km².
Xuất phát là một trong những xã nghèo nhất của huyện Yên Lập nhưng đến nay Ngọc Đồng đã cơ bản thoát nghèo. Các công trình Điện, Đường, Trường, Trạm được đầu tư xây dựng khang trang, hiện đại.